# مسابقه آواز یوروویژن ۲۰۱۲
مسابقه آواز یوروویژن ۲۰۱۲ (به انگلیسی: Eurovision Song Contest ۲۰۱۲) پنجاه و هفتمین دوره سالانه مسابقه آواز یوروویژن بود که با برندگی آذربایجان در سال ۲۰۱۱ با ترانهٔ "Running Scared" یاًدوان ترسیده" از الدار و نگار این سری مسابقات در آذربایجان و در شهر باکو برگزار شد.
با توجه به تصمیم EBU فاینال این سری مسابقات در ۲۶ مه ۲۰۱۲ قرار داده شد؛ درحالی که نیمه نهایی‌ها در ۲۲ و ۲۴ مه ۲۰۱۲ برگزار شدند.

۴۲ کشور در این سری از مسابقات شرکت کردند و ترانه «سرخوشی» از لورین که نمایندهٔ سوئد بود برندهٔ مسابقات شد و روسیه و صربستان به ترتیب مقام‌های دوم و سوم رو اختیار کردند.

## محل برگزاری مسابقات

### استادیوم کریستال باکو
باکو محل میزبانی بود و استادیوم جدیدی به نام «استادیوم کریستال باکو» در کنار میدان پرچم ساخته شد که ظرفیت ۲۳٬۰۰۰ نفر رو دارد. گفته شد که این استادیوم نوساز تنها برای یوروویژن ساخته نشد و در آینده محل برگزاری جشن‌های دیگر نیز هست.

## نحوه رای‌گیری
در سال 2012 EBU به دلیل برخی مشکلات، تصمیم مهمی دربارهٔ رأی‌گیری گرفت. مانند سال ۲۰۰۹ و سال‌های قبل شماره‌های تماس بعد از اجرای ۲۵ کشور نمایان می‌شوند؛ برخلاف سال‌های ۲۰۱۱ و ۲۰۱۰.
با وجود این تغییرات، هنوز آراء مردم نقش ۵۰٪ را بازی می‌کنند و ۵۰٪ دیگر را داوران هر کشور رقم می‌زنند.

## بلیط‌ها
بلیط‌ها برای فروش به صورت آنلاین از ۱۰ اسفند آغاز شدند و به صورت اینترنتی قابل خرید شدند.

## کشورهای شرکت‌کننده

کشورهای درون نیمه نهایی اول
کشورهایی که در اولین نیمه نهایی رائ می‌دهند
کشورهای درون نیمه نهایی دوم
کشورهایی که در دومین نیمه نهایی رائ می‌دهند

۴۲ کشور رسماً اعلام کرده‌اند که در مسابقات یوروویژن ۲۰۱۲ شرکت خواهند کرد؛ با بازگشت کشور مونته‌نگرو بعد از آخرین حضور آن‌ها در سال ۲۰۰۹ و شرکت نکردن لهستان به دلیل اینکه می‌خواهند تمرکز بیشتری روی المپیک داشته باشند. کشور ارمنستان هم به دلایلی از شرکت در این سری از مسابقات خودداری کرد. اتحادیه پخش اروپا ارمنستان را به دلیل شرکت نکردن در مسایقه جریمه کرد. ۱۸ کشور در هر دو نیمه نهایی به رقابت می‌پردازند.
یک جوان ۲۵ ساله ایرانی به نام تورج کشتکار با نام هنری توجی نماینده نروژ در این مسابقات بود. تورج با آهنگ بمان تا مرحله فینال مسابقات یورویژن سال ۲۰۱۲ هم پیش رفت.

## برنده
در سال ۲۰۱۲ خوانند کشور سوئد لورین، بعد از خواندن آهنگ سرخوشی با کسب ۳۷۲ امتیاز به عنوان نفر اول انتخاب شد که در نتیجه مسابقه یوروویژن سال ۲۰۱۳ در کشور سوئد برگزارشد.

## نیمه نهایی اول
| ردیف | کشور       | زبان              | خواننده             | موسیقی                 | ترجمه فارسی        | رتبه | آراء |
| ---- | ---------- | ----------------- | ------------------- | ---------------------- | ------------------ | ---- | ---- |
| ۰۵   | آلبانی     | آلبانیایی         | رونا نیشلیو         | Suus                   | شخصی               | ۲    | ۱۴۶  |
| ۱۶   | اتریش      | آلمانی            | ترکشیتاز            | Woki mit deim Popo     | باسنت رو تکون بده  | ۱۸   | ۸    |
| ۱۰   | اسرائیل    | انگلیسی-عبری      | ایزابو              | Time                   | زمان               | ۱۳   | ۳۳   |
| ۱۸   | ایرلند     | انگلیسی           | جدوارد              | Waterline              | کناره آب           | ۶    | ۹۲   |
| ۰۲   | ایسلند     | ایسلندی           | گرتا سالومه و جونسی | Mundu eftir mér        | مرا به یاد بیار    | ۸    | ۷۵   |
| ۰۸   | بلژیک      | انگلیسی           | آیریس               | ?Would you             | میخوای؟            | ۱۷   | ۱۶   |
| ۱۳   | دانمارک    | انگلیسی           | سلونا سامای         | Should've Known Better | باید بهتر می‌شناختم | ۹    | ۶۳   |
| ۰۶   | رومانی     | اسپانیایی-انگلیسی | ماندینگا            | Zaleilah               | زالیلاه            | ۳    | ۱۲۰  |
| ۱۴   | روسیه      | اودمورت-انگلیسی   | بورانوفسکیه بابوشکی | Party for Everybody    | جشن برای همه       | ۱    | ۱۵۲  |
| ۱۱   | سان مارینو | انگلیسی           | ولنتاینا مونتا      | The Social Network     | شبکه اجتماعی       | ۱۴   | ۳۱   |
| ۰۷   | سوئیس      | انگلیسی           | سین پلاس            | Unbreakable            | شکست ناپذیر        | ۱۱   | ۴۵   |
| ۰۹   | فنلاند     | سوئدی             | پرنیلا کارلسون      | När jag blundar        | وقتی چشمامو می‌بندم | ۱۲   | ۴۱   |
| ۱۲   | قبرس       | انگلیسی           | ایوی آدامو          | La La Love             | لا لا عشق          | ۷    | ۹۱   |
| ۰۴   | لتونی      | انگلیسی           | آنماری              | Beautiful Song         | ترانه زیبا         | ۱۶   | ۱۷   |
| ۱۵   | مجارستان   | انگلیسی           | کامپکت دیسکو        | Sound Of Our Hearts    | صدای قلب‌هایمان     | ۱۰   | ۵۲   |
| ۱۷   | مولداوی    | انگلیسی           | پاشا پارفنی         | Lăutar                 | موسیقیدان سنتی     | ۵    | ۱۰۰  |
| ۰۱   | مونته‌نگرو  | انگلیسی           | رامبو آمادئوس       | Euro Neuro             | اروپای عصبی        | ۱۵   | ۲۰   |
| ۰۳   | یونان      | انگلیسی           | الفتریا الفتریو     | Aphrodisiac            | افرودیسیاک         | ۴    | ۱۱۶  |

## نیمه نهایی دوم
| ردیف | کشور            | زبان      | خواننده          | موسیقی                | ترجمه فارسی       | رتبه | آراء |
| ---- | --------------- | --------- | ---------------- | --------------------- | ----------------- | ---- | ---- |
| ۱۴   | استونی          | استونیایی | اوت لپلند        | Kuula                 | گوش کن            | ۴    | ۱۰۰  |
| ۰۹   | اسلوونی         | اسلاو     | اوا بوتو         | Verjamem              | باور می‌کنم        | ۱۷   | ۳۱   |
| ۱۵   | اسلواکی         | انگلیسی   | مکس جیسون مای    | Don't Close Your Eyes | چشماتو نبند       | ۱۸   | ۲۲   |
| ۰۷   | اوکراین         | انگلیسی   | گائتانا          | Be My Guest           | مهمان من باش      | ۸    | ۶۴   |
| ۰۵   | بلاروس          | انگلیسی   | لایت سَوند        | We Are The Heroes     | ما قهرمانها هستیم | ۱۶   | ۳۵   |
| ۰۸   | بلغارستان       | بلغاری    | صوفی مارینوا     | Love Unlimited        | عشق نامحدود       | ۱۱   | ۴۵   |
| ۱۷   | بوسنی و هرزگوین | بوسنیایی  | مایا سار         | Korake ti znam        | قدم هاتو می‌شناسم  | ۶    | ۷۷   |
| ۰۶   | پرتغال          | پرتغالی   | فیلیپا سوسا      | Vida minha            | زندگی من          | ۱۳   | ۳۹   |
| ۱۳   | ترکیه           | انگلیسی   | جان بونومو       | Love Me Back          | تو هم عاشقم باش!  | ۵    | ۸۰   |
| ۱۱   | سوئد            | انگلیسی   | لورین            | Euphoria              | رضایت             | ۱    | ۱۸۱  |
| ۰۱   | صربستان         | صربی      | ژلیکو یوکسیموویچ | Није љубав ствар      | عشق یک شئ نیست    | ۲    | ۱۵۲  |
| ۱۰   | کرواسی          | کرواسیایی | نینا بدریچ       | Nebo                  | آسمان             | ۱۲   | ۴۲   |
| ۱۲   | گرجستان         | انگلیسی   | آنری جوخادرزه    | I'm A Joker           | من یه جوکرم       | ۱۴   | ۳۶   |
| ۱۸   | لیتوانی         | انگلیسی   | دونی مونتل       | Love Is Blind         | عشق نابیناست      | ۳    | ۱۰۴  |
| ۰۴   | مالت            | انگلیسی   | کورت کالیا       | This Is The Night     | این همون شبه      | ۷    | ۷۰   |
| ۰۲   | مقدونیه شمالی   | مقدونی    | کالیوپی          | Црно и бело           | سیاه و سفید       | ۹    | ۵۳   |
| ۱۶   | نروژ            | انگلیسی   | توجی             | Stay                  | بمان              | ۱۰   | ۴۵   |
| ۰۳   | هلند            | انگلیسی   | جوآن فرانکا      | You And Me            | تو و من           | ۱۵   | ۳۵   |

### فاینالیست‌ها
| قرعه | کشور            | زبان                    | هنرمندان            | ترانه                           | ترجمه فارسی                | رتبه | امتیاز |
| ---- | --------------- | ----------------------- | ------------------- | ------------------------------- | -------------------------- | ---- | ------ |
| ۰۱   | بریتانیا        | انگلیسی                 | اینگلبرت هامپردینک  | Love Will Set You Free          | عشق تو را آزاد خواهد کرد   | ۲۵   | ۱۲     |
| ۰۲   | مجارستان        | انگلیسی                 | کمپکت دیسکو         | Sound of Our Hearts             | صدای قلبهایمان             | ۲۴   | ۱۹     |
| ۰۳   | آلبانی          | زبان آلبانیایی          | رونا نیشلیو         | "Suus"۳                         | شخصی                       | ۵    | ۱۴۶    |
| ۰۴   | لیتوانی         | انگلیسی                 | دونی منتل           | Love Is Blind                   | عشق کور است                | ۱۴   | ۷۰     |
| ۰۵   | بوسنی و هرزگوین | زبان بوسنیایی           | مایا سار            | Korake ti znam                  | من قدم‌هایت را می‌دانم       | ۱۸   | ۵۵     |
| ۰۶   | روسیه           | زبان اودمورت، انگلیسی   | بورانوفسکیه بابوشکی | Party for Everybody             | میهمانی برای همه           | ۲    | ۲۵۹    |
| ۰۷   | ایسلند          | انگلیسی                 | گرتا سالومه و جونسی | Never Forget                    | هیچ وقت فراموش نکن         | ۲۰   | ۴۶     |
| ۰۸   | قبرس            | انگلیسی                 | آیوی آمادو          | La La Love                      | "لا لا عشق                 | ۱۶   | ۶۵     |
| ۰۹   | فرانسه          | فرانسوی، انگلیسی        | آنگون               | Echo (You and I)                | اکو (من و تو)              | ۲۲   | ۲۱     |
| ۱۰   | ایتالیا         | انگلیسی، زبان ایتالیایی | نینا زی‌لی           | L'amore è femmina (Out of Love) | عشق مؤنث است (خارج از عشق) | ۹    | ۱۰۱    |
| ۱۱   | استونی          | زبان استونیایی          | اوت لپند            | Kuula                           | بشنو                       | ۶    | ۱۲۰    |
| ۱۲   | نروژ            | انگلیسی                 | توجی                | Stay                            | بمان                       | ۲۶   | ۷      |
| ۱۳   | آذربایجان       | انگلیسی                 | سبینه بابایوا       | When the Music Dies             | وقتی موسیقی می‌میرد         | ۴    | ۱۵۰    |
| ۱۴   | رومانی          | زبان اسپانیایی، انگلیسی | ماندینگا            | Zaleilah                        | زالیلاه                    | ۱۲   | ۷۱     |
| ۱۵   | دانمارک         | انگلیسی۶                | سولونا سامای        | Should've Known Better          | باید بهتر می‌شناختم         | ۲۳   | ۲۱     |
| ۱۶   | یونان           | انگلیسی                 | الفتریا الفتریو     | Aphrodisiac                     | افردودیسیاک                | ۱۷   | ۶۴     |
| ۱۷   | سوئد            | انگلیسی                 | لورین               | Euphoria                        | "سرخوشی"                   | ۱    | ۳۷۲    |
| ۱۸   | ترکیه           | انگلیسی                 | جان بونومو          | Love Me Back                    | تو هم عاشقم باش            | ۷    | ۱۱۲    |
| ۱۹   | اسپانیا         | زبان اسپانیایی          | پاستورا سولر        | Quédate conmigo                 | با من بمان                 | ۱۰   | ۹۷     |
| ۲۰   | آلمان           | انگلیسی                 | رومان لوب           | Standing Still                  | هنوز ایستاده               | ۸    | ۱۱۰    |
| ۲۱   | مالت            | انگلیسی                 | کورت کالیا          | This Is the Night               | این همان شب است            | ۲۱   | ۴۱     |
| ۲۲   | مقدونیه شمالی   | زبان مقدونی             | کالیوپی             | Црно и бело                     | سیاه و سفید                | ۱۳   | ۷۱     |
| ۲۳   | ایرلند          | انگلیسی                 | جدوارد              | Waterline                       | خط آب                      | ۱۹   | ۴۶     |
| ۲۴   | صربستان         | زبان صربی               | ژلیکو یوکسیموویچ    | Nije ljubav stvar               | عشق یک شئ نیست             | ۳    | ۲۱۴    |
| ۲۵   | اوکراین         | انگلیسی                 | گائتانا             | "Be My Guest                    | مهمان من باش               | ۱۵   | ۶۵     |
| ۲۶   | مولدووا         | انگلیسی۸                | پاشا پرفنی          | Lăutar                          | موسیقیدان سنتی             | ۱۱   | ۸۱     |

## خواننده‌های بازگشته
خواننده‌های زیر حداقل یک بار قبلاً در یوروویژن شرکت کرده‌اند:
 جدوارد - ایرلند سال ۲۰۱۱
 کالیوپی - مقدونیه سال ۱۹۹۶
 ژلیکو یوکسموویچ - صربستان سال ۲۰۰۴
 جونسی - آیسلند سال ۲۰۰۴